# ییفریم سیمبالیست
ییفریم سیمبالیست (روسی: Ефрем Цимбалист؛ تلفظ روسی: [tsɪmbaˈlʲist]; ۲۱ آوریل ۱۸۸۹ – ۲۲ فوریهٔ ۱۹۸۵) یک آهنگساز، نوازندهٔ مشهور ویولن، رهبر ارکستر و مدرس موسیقی اهل روسیه و رئیس «مؤسسه موسیقی کرتیس» بود.
او دانش‌آموختهٔ کنسرواتوار سنت پیترزبورگ و از شاگردان لئوپولد آئر بود.
هنرپیشگان آمریکایی «افرم زیمبالیست جونیور» پسر وی و «استفانی زیمبالیست» نوهٔ او هستند.